# Karl Theodor von Dalberg
Karl Theodor Anton Maria von Dalberg (Mannheim, Alemania, 8 de febrero de 1744 - Ratisbona, Alemania, 10 de febrero de 1817) fue arzobispo y elector de Maguncia, archicanciller del Sacro Imperio Romano Germánico, Príncipe de Ratisbona, primado de la Confederación del Rin y Gran Duque de Fráncfort.

## Biografía
Era hijo de Franz Heinrich von Dalberg, administrador de Worms y uno de los principales consejeros del Elector de Maguncia. Karl estudió Derecho Canónico y entró en la Iglesia católica, donde se valió de las relaciones de su padre para medrar. En 1772 fue nombrado gobernador de Erfurt, y gracias a su exitosa administración, en 1787 fue elegido Obispo coadjutor de Maguncia y de Worms, y en 1788, de Constanza, lo cual garantizaba su posición como sucesor del arzobispo de Maguncia. En 1802 se convirtió en el nuevo Arzobispo Elector de Maguncia, la diócesis más rica de Alemania, y en Archicanciller del Imperio. 
Como estadista Dalberg se distinguió por su actitud patriótica, tanto en asuntos eclesiásticos, en los que se inclinó hacia el Febronianismo, como en sus esfuerzos por mejorar la atrofiada maquinaria del Sacro Imperio mediante la creación de un gobierno centralizado en Alemania. Fracasando en esto, creyó ver en Napoleón Bonaparte al genio que sería capaz de salvar a Alemania de la disolución. En virtud del Tratado de Lunéville de 1801, que cedía todos los territorios de la margen izquierda del Rin a Francia, Dalberg tuvo que rendir Worms, Constanza y Maguncia. Sin embargo, retuvo Aschaffenburg y en 1803 consiguió Wetzlar, Ratisbona, así como el territorio del Obispado de Ratisbona. Dado que Maguncia había sido anexionada a Francia, el arzobispado de Dalberg fue transferido a Ratisbona, y sus territorios orientales pasaron a llamarse Principado de Ratisbona.
En 1806, Dalberg, junto con otros príncipes alemanes, se unió a la Confederación del Rin tras la disolución definitiva del Sacro Imperio. Renunció formalmente al cargo de Archicanciller del Imperio en una carta al emperador Francisco II y Napoleón lo nombró primado de la Confederación del Rin. La ciudad imperial de Fráncfort fue añadida a su jurisdicción y tras el Tratado de Schönbrunn fue nombrado Gran Duque de Fráncfort; aunque tuvo que ceder la ciudad de Ratisbona al Reino de Baviera, sus territorios se incrementaron grandemente.
El 26 de octubre de 1813 se vio obligado a renunciar a todos sus cargos, excepto el de arzobispo de Ratisbona, a favor del hijastro de Napoleón, Eugène de Beauharnais, quien desde 1810 era el heredero de Dalberg.
Huyó a Suiza, ante el avance de las tropas de la coalición, que el 5 de noviembre tomaron Fráncfort del Meno. En marzo de 1814, con el permiso de Maximiliano I de Baviera, volvía a su diócesis.
Murió en 1817 siendo arzobispo de Ratisbona. Aunque el servilismo de Dalberg para con Napoleón lo enemistó con buena parte de los alemanes, en la actualidad es recordado como un hombre amable, concienzudo y trabajador, patrón de las letras, siendo amigo de Goethe, Schiller y Wieland.